# Le Joueur d'échecs (de Bray)
Le Joueur d'échecs (néerlandais : Schaker) est le dessin le plus connu de l'album Liber Amicorum, réalisé par le peintre hollandais Jan de Bray et représentant un joueur d'une variété rare de jeu d'échecs, les échecs coursier. La date et la signature du peintre sont apposées en bas à gauche du dessin : Jan de Bray, 1661.

## Histoire de l'ouvrage et du dessin

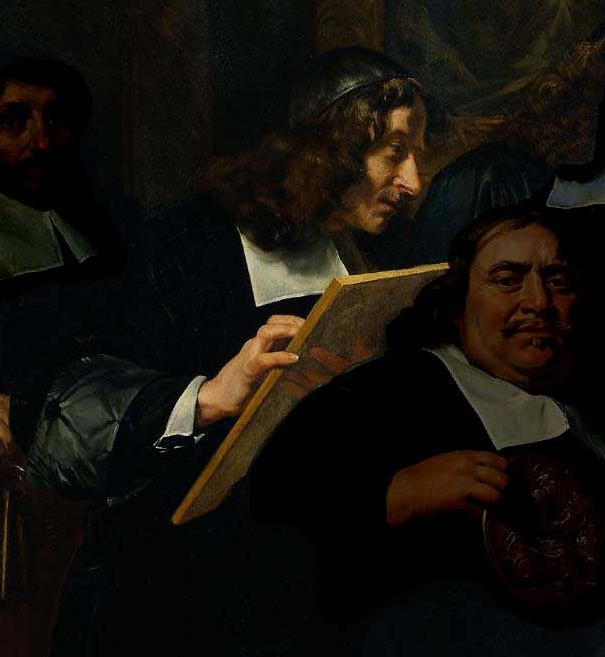
Le peintre Jan de Bray en 1675, représenté probablement sur le dessin de 1661, détail du tableau Les Gouverneurs de la Guilde de Saint-Luc, Haarlem, 1675, Jan de Bray.

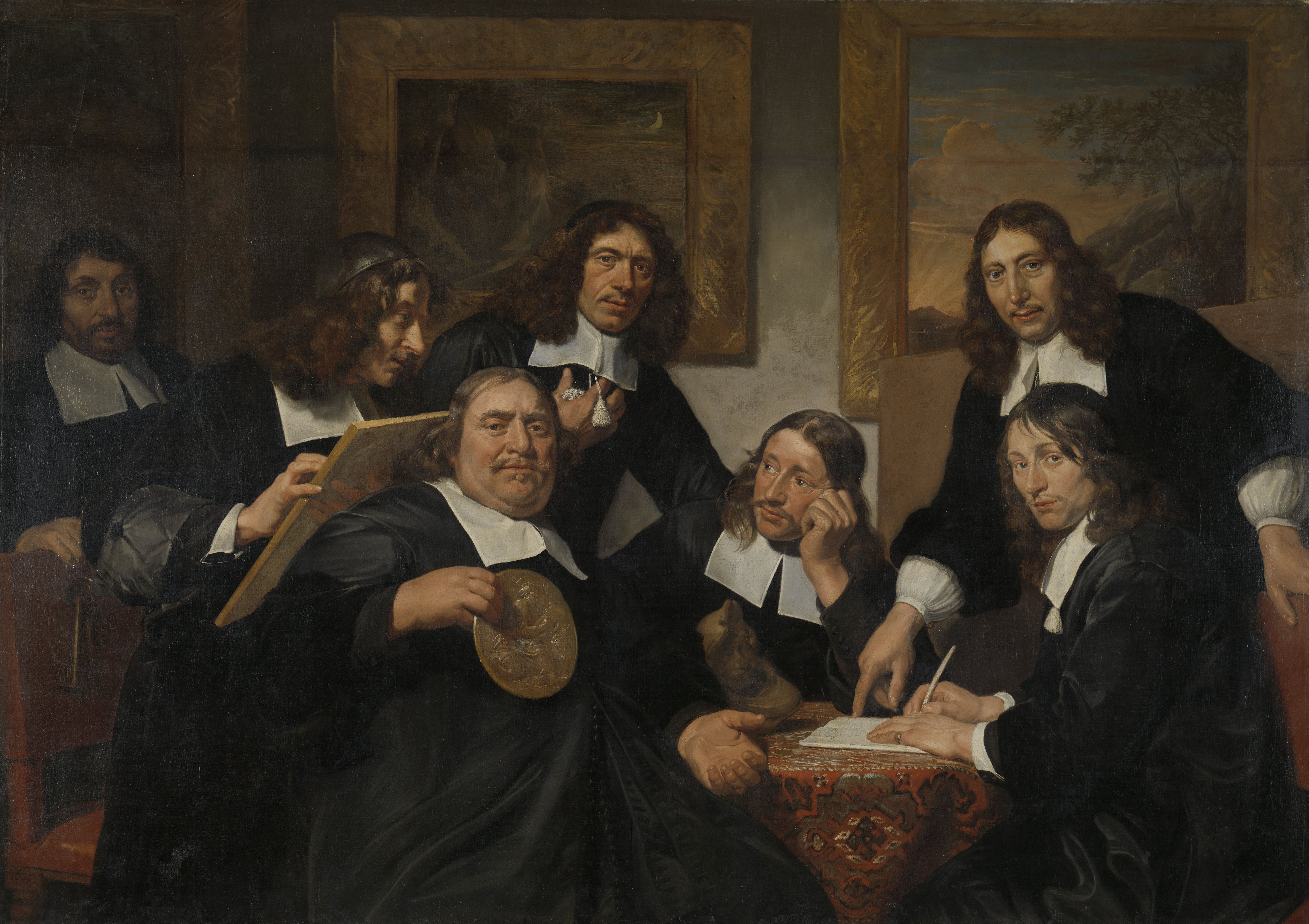
Les Gouverneurs de la Guilde de Saint-Luc, Haarlem, 1675, Jan de Bray.

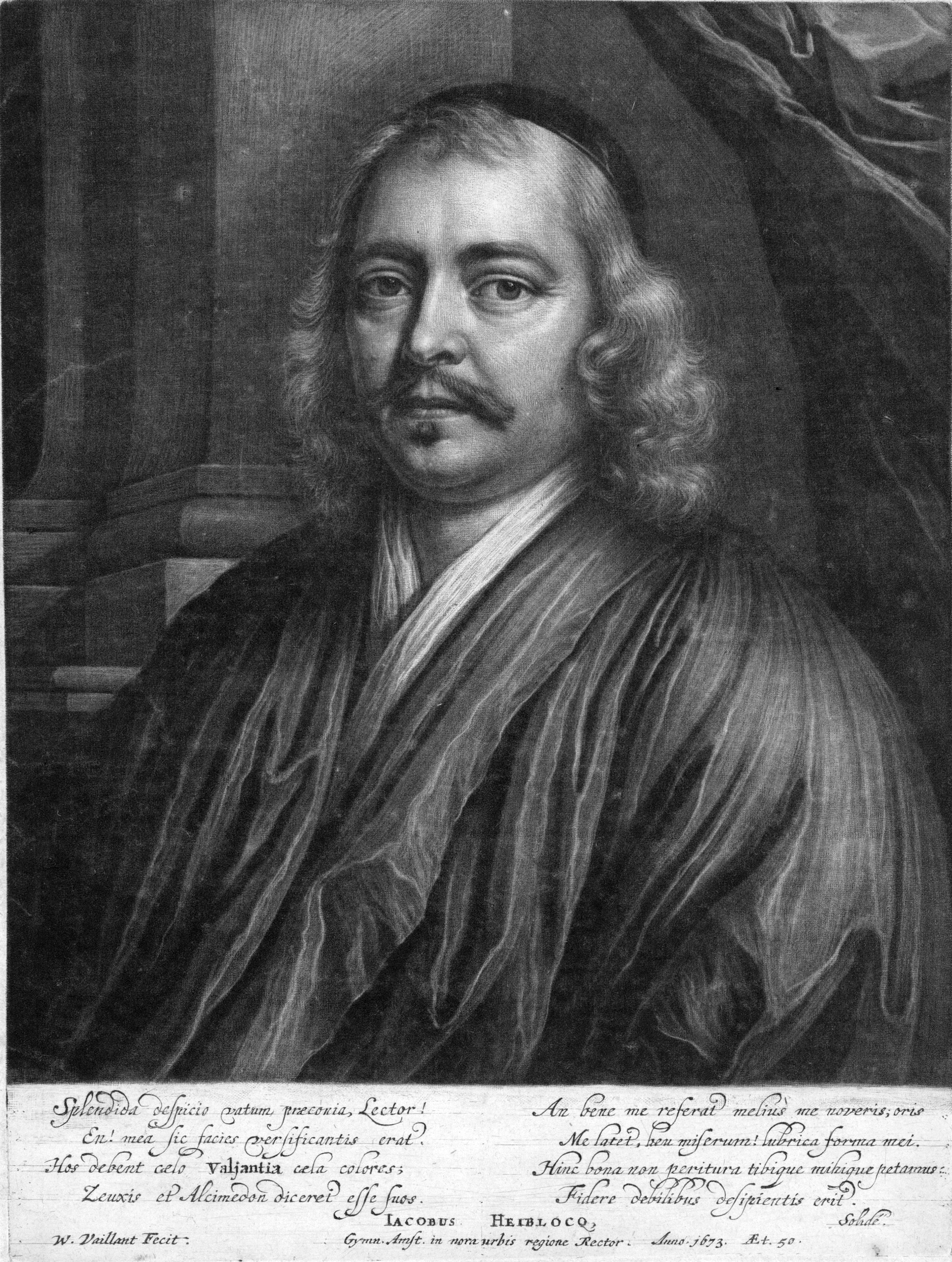
Jacobus Heiblocq, propriétaire de l'album Liber Amicorum.

L'album Liber Amicorum dans lequel se trouve le dessin appartenait à Jacobus Heiblocq (nl) (1623-1690), qui était poète et fut recteur de l'école latine d'Amsterdam. Il entre à l'Université de Leyde en 1641, où il étudie la théologie et est diplômé en 1646. Il devient ensuite enseignant dans des écoles latines aux Pays-Bas. À partir de 1666, c'est à l'école latine de la rue Gravenstraat près du canal Singel à Amsterdam que Heiblocq enseigne. Il poursuit ses activités d'enseignant jusqu'en 1685. 
Heiblocq a commencé son album en 1645, et y a ajouté ses derniers dessins en 1678. Sa charge d'enseignant, puis de chef d'école latine, et sa participation active à la vie littéraire lui ont permis de faire de son album Liber Amicorum le modèle le plus marquant de ce genre. Il y a rassemblé des autographes de poètes et de dramaturges comme ceux de Joost van den Vondel, de l'enseignant Comenius, du peintre Rembrandt, de Jan de Bray, de Gerbrand van den Eeckhout ou de Jan Gerritsz van Bronkhorst. Ils étaient tous des proches amis du propriétaire de l'album et ils se rendaient fréquemment visite. L'album est conservé aujourd'hui à la Bibliothèque royale des Pays-Bas. Le dessin Le Joueur d'échecs de Jan de Bray est réalisé à Haarlem le 28 juin 1661 et est placé à la page 249 du Liber Amicorum.

## Sujet du dessin
Les dimensions du dessin de Jan de Bray sont de 92 × 153 mm, et il occupe une pleine page dans l'album, sans laisser de marges. Le dessin à la plume représente un jeune homme assis devant une table sur laquelle est posé un jeu d'échecs du messager (avec 8 cases sur 12), les pièces du jeu se trouvent sur le jeu dans le désordre. Le jeune homme tient dans sa main gauche une pièce du jeu (sa main repose sur un mouchoir blanc posé sur l'échiquier), sa main droite est posée sur sa poitrine. Il n'est clairement pas dans un cadre domestique, familial (il porte un chapeau). À l'arrière-plan est représenté sous forme d'esquisse du feuillage dans un verre d'eau tandis qu'à droite se trouve une fenêtre avec une persienne. L'inscription sur la page précédente de l'album Liber Amicorum dit ceci :

« On ne peut pas jouer aux échecs seul, et puisque personne ne veut jouer avec moi, je vais devoir me passer de jouer. »

Certains chercheurs (comme Rick Knowlton) suggèrent que le jeune homme assis derrière l'échiquier est Jan de Bray lui-même,, mais à part la similitude des traits dans le portrait de 1675 figurant sur la toile Les Gouverneurs de la Guilde de Saint-Luc (Haarlem, 1675 de Jan de Bray), il n'y a pas d'autres arguments en faveur de ce point de vue.
Il existe une eau-forte sur le motif du dessin (probablement réalisée par le graveur Jan de Braem), datée habituellement des années 1660-1670 (182 × 130 mm). Cette gravure interprète toutefois différemment l'intrigue du dessin. Sur l'eau-forte, le jeune homme est placé de l'autre côté du cadre et il est entouré de détails intérieurs supplémentaires devant et derrière lui. Devant la table est représenté un tabouret sur lequel est posé un coussin, il est manifestement destiné à l'adversaire de la partie. Contrairement au dessin, l'eau-forte présente une table de taille réduite sur laquelle repose l'échiquier. Sa largeur est de la même dimension que l'échiquier et on peut en déduire qu'elle a probablement été conçue spécialement pour le jeu d'échecs messager et que la pièce dans laquelle elle se trouve est peut-être un club d'échecs. Sur le mur derrière le joueur est représentée une couronne destinée à récompenser un gagnant. L'inscription en dessous de l'eau-forte est différente de celle du dessin :

« Asseyez-vous derrière le noble échiquier, la compétition rapportera une couronne d'honneur ! »

Un petit nombre d'impressions de l'eau-forte a été conservé, dont une appartient au British Museum (inventaire n° S.4815). Une autre se trouve au Musée Boijmans Van Beuningen à Rotterdam (BdH 15033, PK).

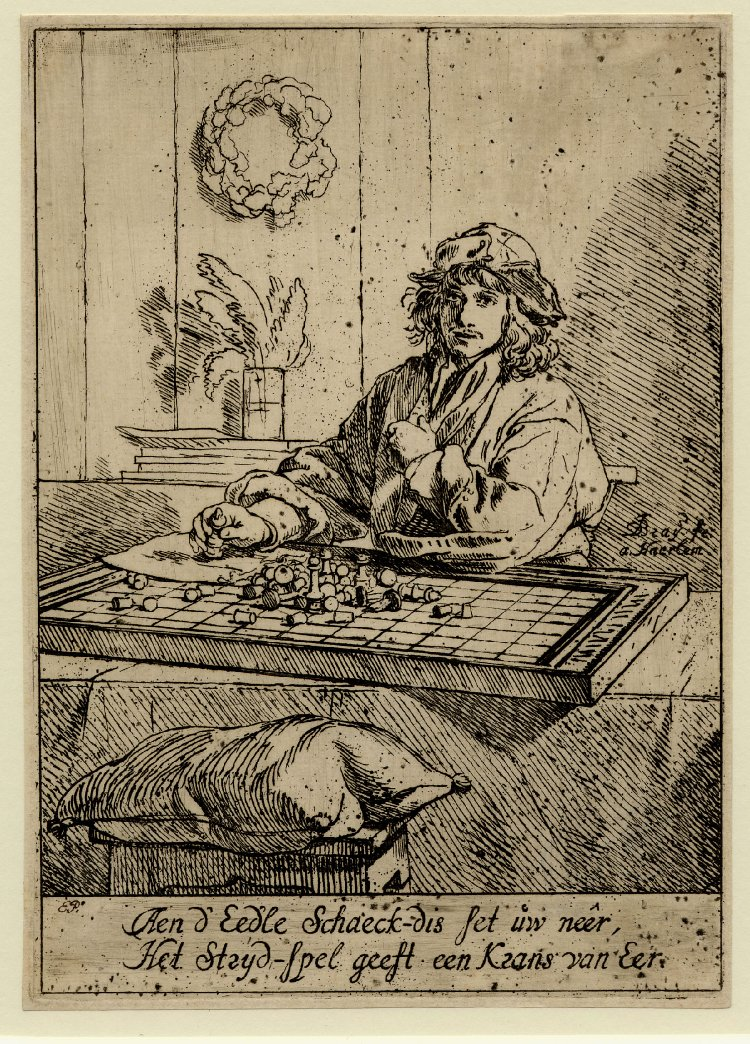
Jan de Bray (?). Le Joueur d'échecs, eau-forte (1660—1670), British Museum.

## Éditions de l'albumLiber Amicorum
- The Album Amicorum of Jacob Heyblocq: Introduction, Transcriptions Paraphrases & Notes to the Facsimile Slp. Edition by Kees Thomassen (Editor), J. A. Gruys (Editor). Waanders Pub; Slp edition (March 1999)  (ISBN 9040092044 et 978-9040092046).